# Urška Žigart
Urška Žigart, née le 4 décembre 1996 à Slovenska Bistrica est une coureuse cycliste slovène, membre de l'équipe AG Insurance-Soudal Team. Elle est championne de Slovénie du contre-la-montre en 2020, 2022, 2023 et 2024.

## Biographie
Urška Žigart est active dans le cyclisme international depuis 2015 lorsqu'elle signe son premier contrat avec l'équipe locale du BTC City Ljubljana. En 2016, elle termine troisième du championnat de Slovénie du contre-la-montre, puis quatrième en 2018 et à nouveau troisième en 2019. En 2019, elle se classe septième du classement général du Tour de Burgos féminin. En 2020, elle remporte le titre national du contre-la-montre et se classe également troisième de la course en ligne. En 2022, elle remporte à nouveau son titre national de contre-la-montre et le conserve l’année suivante où elle termine également deuxième de la course en ligne.
À la Setmana Ciclista Valenciana, Urška Žigart signe sa première victoire professionnelle dans la quatrième étape avec cinq secondes d'avance sur le peloton réglé par Arianna Fidanza.

## Vie privée
Urška Žigart est fiancée avec le quadruple vainqueur du Tour de France Tadej Pogačar.

## Palmarès

### Par année
- 2016
  - 3e du championnat de Slovénie du contre-la-montre
- 2019
  - 3e du championnat de Slovénie du contre-la-montre
- 2020
  -  Championne de Slovénie du contre-la-montre
  - 3e du championnat de Slovénie sur route
- 2021
  - 4e étape de la Setmana Ciclista Valenciana
  - 3e du championnat de Slovénie du contre-la-montre
- 2022
  -  Championne de Slovénie du contre-la-montre
- 2023
  -  Championne de Slovénie du contre-la-montre[3]
  - 7e du Tour de Suisse
- 2024
  -  Championne de Slovénie du contre-la-montre
  -  Championne de Slovénie sur route
  - 3e de Gracia Orlová
  - 9e du Tour de Suisse
- 2025
  - 2e du Tour de Romandie
  - 5e du Tour de Suisse
  - 9e du Tour d'Italie

### Résultats sur les grands tours

#### Tour d'Italie
6 participations
- 2019 : 63e
- 2019 : 50e
- 2020 : 78e
- 2023 : abandon (6e étape)
- 2024 : 12e
- 2025 : 9e

#### Tour de France
1 participation :
- 2022 : 29e

### Classements mondiaux
| Année                                 | 2016 | 2017 | 2018 | 2019 | 2020 | 2021 | 2022 | 2023 | 2024 |
| ------------------------------------- | ---- | ---- | ---- | ---- | ---- | ---- | ---- | ---- | ---- |
| Classement UCI                        | 618e | 651e | 344e | 240e | 97e  | 179e | 142e | 104e | 87e  |
| UCI World Tour                        | nc   | nc   | 222e | 261e | 177e | 152e | 130e | 109e | 92e  |
|                                       |      |      |      |      |      |      |      |      |      |
| Légende : nc = non classéSource : UCI |      |      |      |      |      |      |      |      |      |